# Iskolat
De Iskolat (Rus: Исколат, afkorting van Исполнительный комитет Совета рабочих, солдатских и безземельных депутатов Латвии, Uitvoerende Commissie van de Raad van arbeiders, soldaten en landlozen in Letland) werd op 29-30 juli 1917 (oude kalender; nieuwe kalender 11-12 augustus) opgericht in Riga. Dit gebeurde op initiatief van de Centrale Commissie van de Letse Sociaal-Democratie met als doel de uitvoering van de Oktoberrevolutie op het grondgebied van het huidige Letland dat niet door Duitsland bezet was. 
Nadat de Duitsers Riga innamen verhuisde Iskolat naar Cēsis en later naar Valka. In Valka nam het de macht over van het gelijknamige district, waarbij het de plaatselijke instellingen van de Russische Voorlopige Regering ontbond.
Op 17 december 1917 kwam het Congres van Raden van Letland in Valmiera bijeen en verkoos een nieuwe Iskolat met als voorzitter Fricis Roziņš.
Nadat de Duitse troepen in februari 1918 Letland innamen vluchtte Iskolat naar Moskou. Ze werd ontbonden in maart 1918.
De Sovjet-geschiedschrijving beschouwde Iskolat als de eerste regering van een soeverein Letland tussen december 1917 en februari 1918. Letse historici wijzen echter erop dat autonomie of onafhankelijkheid van een "Republiek Iskolat" nooit het doel was voor de Letse bolsjewieken, die werden geleid door de federalistische ideoloog Pēteris Stučka.